# 門前町 (生駒市)
門前町（もんぜんちょう）は、奈良県生駒市の町名。住居表示実施済み。郵便番号630-0266。

## 地理
生駒市中部に位置し、北に元町、俵口町、西に大阪府東大阪市、南に菜畑町、東に軽井沢町、仲之町と隣接している。

## 歴史
延宝6年（1678年）中興の宝山寺があるこの地域は、古くから門前町と呼ばれてきた。宝山寺の門前には茶屋や飲食店、土産物屋が開店され、日露戦争以後は参詣者の増加に合わせて旅館も現れた。大正3年（1914年）に大軌電車が開通し、生駒停留所が設置されると参詣者はさらに増え、生駒停留所から宝山寺までの新道沿いは市街地として発展した。
また、大正3年（1914年）の大軌電車開通に加え、大正11年（1922年）には生駒駅から宝山寺前まで大軌ケーブルカーが開設し、大正14年（1925年）には登山自動車道が開設、昭和4年（1929年）には宝山寺前から生駒山上遊園地までケーブルカーが延長し、宝山寺と門前町はさらに賑わいを見せた。

### 沿革
- 1970年（昭和45年） - 生駒町菜畑・俵口・元町1 - 2丁目から分離し、生駒町門前町が成立[8]。
- 1971年（昭和46年） - 生駒市門前町となる[8]。

## 世帯数と人口
2020年（令和2年）10月1日現在の世帯数と人口は以下の通りである。
| 町丁   | 世帯数  | 人口  |
| ------ | ------- | ----- |
| 門前町 | 423世帯 | 720人 |

### 人口の変遷
国勢調査による人口の推移。
| 1995年（平成7年）  | 885人 | [ 9 ]  |  |
| 2000年（平成12年） | 967人 | [ 10 ] |  |
| 2005年（平成17年） | 995人 | [ 11 ] |  |
| 2010年（平成22年） | 958人 | [ 12 ] |  |
| 2015年（平成27年） | 919人 | [ 13 ] |  |

### 世帯数の変遷
国勢調査による世帯数の推移。
| 1995年（平成7年）  | 323世帯 | [ 9 ]  |  |
| 2000年（平成12年） | 379世帯 | [ 10 ] |  |
| 2005年（平成17年） | 352世帯 | [ 11 ] |  |
| 2010年（平成22年） | 342世帯 | [ 12 ] |  |
| 2015年（平成27年） | 325世帯 | [ 13 ] |  |

## 事業所
2016年（平成28年）現在の経済センサス調査による事業所数と従業員数は以下の通りである。
| 町丁   | 事業所数 | 従業員数 |
| ------ | -------- | -------- |
| 門前町 | 33事業所 | 320人    |

## 交通

### 鉄道
- 近鉄生駒鋼索線
  - 宝山寺駅
  - 梅屋敷駅

### バス
- たけまる号
  - 門前線

### 道路
- 信貴生駒スカイライン

## 施設
- 宝山寺
- 関西聖書学院